# گریل (پنسیلوانیا)
گریل (به انگلیسی: Grill) یک منطقهٔ مسکونی در ایالات متحده آمریکا است که در شهرستان برکس، پنسیلوانیا واقع شده‌است. گریل ۱٬۴۶۸ نفر جمعیت دارد.